# 9871 Jeon
9871 Jeon (1992 DG1) là một tiểu hành tinh vành đai chính được phát hiện ngày 28 tháng 2 năm 1992 bởi T. Fujii và K. Watanabe ở Kitami.